# Oncocnemis nita
Oncocnemis nita är en fjärilsart som beskrevs av Smith 1910. Oncocnemis nita ingår i släktet Oncocnemis och familjen nattflyn. Inga underarter finns listade i Catalogue of Life.